# 淮军昭忠祠
淮军昭忠祠位于安徽省巢湖市中庙街道中庙东侧200米处，系清代为祭奠和纪念淮军阵亡将士将士而建的总祠堂，建于1892年，淮军创建三十年之际，占地面积1800平方米。1949年以后，昭忠祠被中庙人民公社占用作为办公地，但也因此得以完整保存下来。1982年11月，中庙昭忠祠公布为巢县重点文物保护单位。2012年，巢湖市文化局将其修复后对外开放。2018年列为合肥市文物保护单位。。
淮军昭忠祠旁有李文安公专祠，纪念李鸿章之父李文安，亦为合肥市文物保护单位。